# Pourouma melinonii
Pourouma melinonii là loài thực vật có hoa trong họ Tầm ma. Loài này được Benoist miêu tả khoa học đầu tiên năm 1922.